# Kerli
Kerli (* 7. Februar 1987 in Elva, Estnische SSR; vollständiger Name Kerli Kõiv) ist eine estnische Sängerin.

## Karriere
Sie wurde 2004 mit ihrem Auftritt beim Eurolaul, dem estnischen Vorentscheid zum Eurovision Song Contest 2004 bekannt, bei welchem sie den zweiten Platz erreichte. Bereits 2002 gewann sie in der Talentshow Fizz Superstar, der estnischen Version von Pop Idol. 2003 hatte sie außerdem am schwedischen Vorentscheid Melodifestivalen teilgenommen.
Im Jahre 2006 bekam sie einen Plattenvertrag bei Island Def Jam Music Group. Ein Jahr später erschien vorab eine erste EP mit dem Titel Kerli und 2008 dann ihr Debütalbum Love Is Dead nicht nur in ihrer Heimat, sondern auch in den USA. In Estland belegte sie Spitzenplätze in den Verkaufscharts und in den Vereinigten Staaten erreichte die CD Platz zwei der Heatseeker-Charts und stieg schließlich Ende Juli auch in die offiziellen Billboard-Top-200 ein. Ihr Song Bulletproof von ihrem Album Love Is Dead erschien im Film Punisher: War Zone und auch auf dessen Soundtrack. 2010 nahm sie zusammen mit Tokio Hotel den Song Strange für den Soundtrack zu Tim Burtons Verfilmung von Alice im Wunderland auf. Des Weiteren ist der Song Creepshow Teil des Soundtracks des Videospiels Burnout Paradise.
2010 wurde sie mit dem European Border Breakers Award (EBBA) ausgezeichnet. 2017 nahm sie mit dem Titel Spirit Animal erneut am estnischen ESC-Vorentscheid Eesti Laul 2017 teil, wo sie den zweiten Platz belegte.
Neben ihrer künstlerischen Karriere gilt sie als Aktivistin für die Rechte von Homosexuellen und der LGBT-Bewegung im Allgemeinen.

## Diskografie

### Studioalben
- 2008: Love Is Dead
- 2019: Shadow Works

### EPs
- 2007: Welcome to Kerli
- 2013: Utopia

### Singles
- 2008: Walking on Air
- 2008: Love Is Dead
- 2008: Creepshow
- 2009: Fragile
- 2010: Army of Love
- 2010: Tea Party (Alice in Wonderland)
- 2010: Beautiful Inside
- 2012: Zero Gravity
- 2012: The Lucky Ones
- 2016: Feral Hearts
- 2016: Diamond Hard
- 2017: Spirit Animal
- 2018: Savages
- 2019: Better
- 2019: Legends